# Caroline Rotich

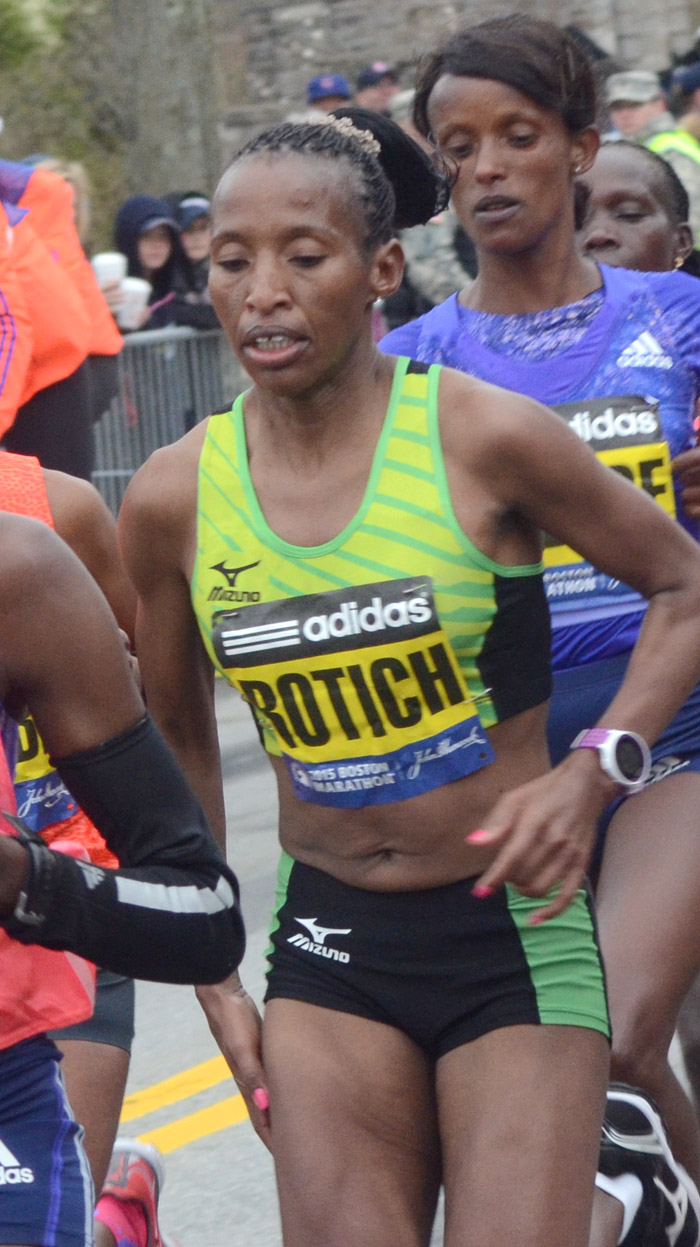
Caroline Rotich 2015 beim Boston-Marathon

Caroline Rotich (* 13. Mai 1984 in Nyahururu) ist eine kenianische Marathonläuferin.

## Leben
Caroline Rotich besuchte mit einem Stipendium eine Oberschule in Gakuen (Japan), welche ebenfalls von Sammy Wanjiru besucht wurde. Sie spricht fließend Englisch, Japanisch und Kiswah. Sie trainiert in den Vereinigten Staaten im Camp des Santa Fe Road Runners Clubs.

## Werdegang
2009 siegte sie beim Las-Vegas-Marathon. Im Jahr darauf wurde sie Zehnte beim New York Mini 10K, wurde Sechste beim Philadelphia-Halbmarathon, gewann den Boston-Halbmarathon und wurde Achte beim New-York-City-Marathon.
2011 siegte sie beim New-York-City-Halbmarathon, wurde Vierte beim Boston-Marathon, kam bei den Weltmeisterschaften in Daegu auf den 29. Platz und wurde Siebte beim New-York-City-Marathon.
2012 wurde sie Achte beim New-York-City-Halbmarathon. Im April 2015 gewann sie den Boston-Marathon.

## Sportliche Erfolge (Auswahl)
| Datum/Jahr    | Rang | Wettbewerb                                | Austragungsort | Zeit  | Bemerkung |
| ------------- | ---- | ----------------------------------------- | -------------- | ----- | --------- |
| 6. Sep. 1999  | 1    | KAAA Junior Women Crosscountry            | Nairobi        | 25:24 | [ 3 ]     |
| 17. Feb. 2001 | 1    | Nairobi Junior Crosscountry Championships | Nairobi        | 19:20 |           |

| Datum/Jahr    | Rang | Wettbewerb                        | Austragungsort       | Zeit  | Bemerkung |
| ------------- | ---- | --------------------------------- | -------------------- | ----- | --------- |
| 14. Sep. 2003 | 1    | Giro Podistico Città di Pordenone | Pordenone            | 16:32 |           |
| 19. Sep. 2004 | 1    | Mattoni Grand Prix                | Prag                 | 15:25 |           |
| 11. Sep. 2005 | 2    | Mattoni Grand Prix                | Prag                 | 15:59 |           |
| 16. Dez. 2006 | 2    | Jingle Bell Run                   | Raton                | 17:18 |           |
| 22. Sep. 2007 | 1    | Saint Luke's Celebration          | Boise                | 16:19 |           |
| 21. Okt. 2007 | 1    | Saint John’s Santa Monica         | Santa Monica         | 16:18 |           |
| 4. Juli 2008  | 3    | Firecracker Fast                  | Little Rock          | 15:54 |           |
| 20. Juli 2008 | 1    | Magic Shoe                        | Irvine (Kalifornien) | 16:19 |           |

| Datum/Jahr    | Rang | Wettbewerb                        | Austragungsort      | Zeit  | Bemerkung |
| ------------- | ---- | --------------------------------- | ------------------- | ----- | --------- |
| 22. Okt. 2000 | 2    | Circuit de la Hardt               | Mulhouse            | 34:42 |           |
| 5. Sep. 2004  | 3    | KRUF Cardiff                      | Cardiff             | 34:56 |           |
| 21. März 2007 | 3    | Ukrop's Monument Avenue           | Richmond (Virginia) | 33:06 |           |
| 18. Aug. 2007 | 3    | Boston Scientific Heart of Summer | Minneapolis         | 32:58 |           |

| Datum/Jahr    | Rang | Wettbewerb                              | Austragungsort | Zeit  | Bemerkung |
| ------------- | ---- | --------------------------------------- | -------------- | ----- | --------- |
| 20. Aug. 2005 | 2    | Gran Fondo Internacional de Siete Aguas | Siete Aguas    | 53:37 |           |

| Datum/Jahr    | Rang | Wettbewerb             | Austragungsort         | Zeit  | Bemerkung |
| ------------- | ---- | ---------------------- | ---------------------- | ----- | --------- |
| 25. Aug. 2007 | 3    | Crim Festival of Races | Flint (Michigan)       | 55:14 |           |
| 3. Sep. 2007  | 2    | Park Forest Scenic     | Park Forest (Illinois) | 55:12 |           |
| 28. Aug. 2010 | 2    | Crim Festival of Races | Flint (Michigan)       | 53:52 |           |

| Datum/Jahr   | Rang | Wettbewerb               | Austragungsort           | Zeit     | Bemerkung |
| ------------ | ---- | ------------------------ | ------------------------ | -------- | --------- |
| 24. Mai 2008 | 1    | Ogden Newspapers Classic | Wheeling (West Virginia) | 01:13:50 |           |

| Datum/Jahr    | Rang | Wettbewerb                          | Austragungsort         | Zeit     | Bemerkung |
| ------------- | ---- | ----------------------------------- | ---------------------- | -------- | --------- |
| 28. Apr. 2002 | 1    | Catania International Half Marathon | Catania                | 01:20:38 |           |
| 27. Apr. 2003 | 2    | Halbmarathon Meran-Algund           | Meran                  | 01:13:12 |           |
| 18. Mai 2003  | 2    | Chassieu Half Marathon              | Chassieu               | 01:12:17 |           |
| 28. März 2004 | 1    | Gran Bahia Vig-Bay                  | Vigo                   | 01:11:47 |           |
| 19. Sep. 2004 | 2    | The Windsor Half Marathon           | Windsor                | 1:18:38  |           |
| 19. Sep. 2005 | 2    | Cidudad de Valladolid               | Valladolid             | 1:12:21  |           |
| 10. Dez. 2006 | 3    | Wellstone's Dallas White Rock       | Dallas                 | 1:18:14  |           |
| 21. Jan. 2007 | 2    | Naples Daily News                   | Naples (Florida)       | 1:16:01  |           |
| 27. Jan. 2007 | 2    | 3-M                                 | Austin (Texas)         | 1:13:57  |           |
| 18. März 2007 | 2    | Yuengling Shamrock Sportsfest       | Virginia Beach         | 1:15:27  |           |
| 4. Nov. 2007  | 2    | DRC Marathon                        | Dallas                 | 1:16:27  |           |
| 11. Nov. 2007 | 1    | Big Sur                             | Monterey (Kalifornien) | 1:15:59  |           |
| 25. Mai 2008  | 1    | Plymouth Half Marathon              | Plymouth               | 1:17:08  |           |
| 7. Juni 2008  | 1    | Hospital Hill Half Marathon         | Kansas City (Missouri) | 1:18:59  |           |
| 19. Juni 2010 | 1    | Garry Bjorklund Halbmarathon        | Duluth (Minnesota)     | 01:12:40 |           |
| 10. Okt. 2010 | 1    | Boston Halbmarathon                 | Boston                 | 01:10:52 |           |
| 20. März 2011 | 1    | New-York-City-Halbmarathon          | New York City          | 01:08:52 |           |
| 17. März 2013 | 1    | New-York-City-Halbmarathon          | New York City          | 01:09:09 |           |

| Datum/Jahr    | Rang | Wettbewerb                    | Austragungsort | Zeit     | Bemerkung |
| ------------- | ---- | ----------------------------- | -------------- | -------- | --------- |
| 20. Apr. 2015 | 1    | Boston-Marathon               | Boston         | 02:24:55 | [ 10 ]    |
| 12. Mai 2013  | 1    | Prague International Marathon | Prag           | 02:27:00 | [ 11 ]    |
| 6. Dez. 2009  | 1    | Las-Vegas-Marathon            | Las Vegas      | 02:29:47 | [ 2 ]     |
| 23. Mai 2004  | 2    | Prague International Marathon | Prag           | 02:32:52 | [ 3 ]     |

## Persönliche Bestzeiten
- 10-km-Straßenlauf: 31:41 min, 13. Oktober 2014, Boston[12]
- 15-km-Straßenlauf: 49:08 min, 15. März 2015, New York City[12]
- 20-km-Straßenlauf: 1:06:03 h, 15. März 2015, New York City[12]
- Halbmarathon: 1:08:52 h, 20. März 2011, New York City[12]
- 25-km-Straßenlauf: 1:24:28 h, 7. Oktober 2012, Chicago[12]
- 30-km-Straßenlauf: 1:41:16 h, 7. Oktober 2012, Chicago[12]
- Marathon: 2:23:22 h, 7. Oktober 2012, Chicago[13]